# Freedom (pomme)
Pour les articles homonymes, voir Freedom.
Freedom est un cultivar de pommier domestique.

## Origine
Croisement de (Macoun × Antonovka) × (Golden Delicious × PRI F2 26829-2-2).

1958, New York State Agricultural Experiment Station, Geneva, USA.

Diffusée en 1983.

## Pollinisation
Variété diploïde
Groupe de floraison : D

## Maladies
Cette variété possède le gène Vf et la résistance polygénique de l'Antonovka.